# 開機自我檢測卡

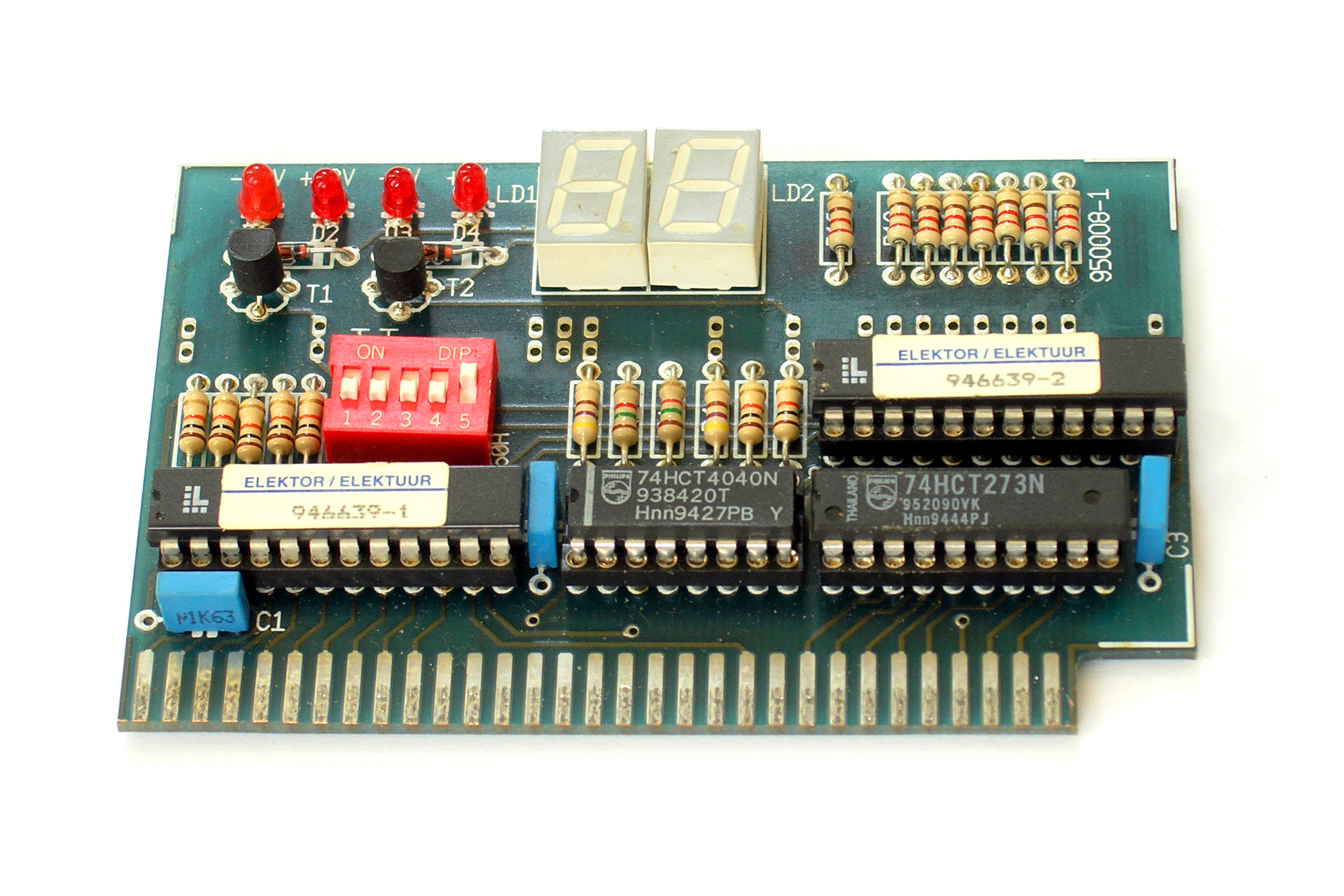
ISA匯流排的BIOS POST卡。兩個七劃管顯示POST碼。四個LED顯示+/-5V與+/-12V的存在。

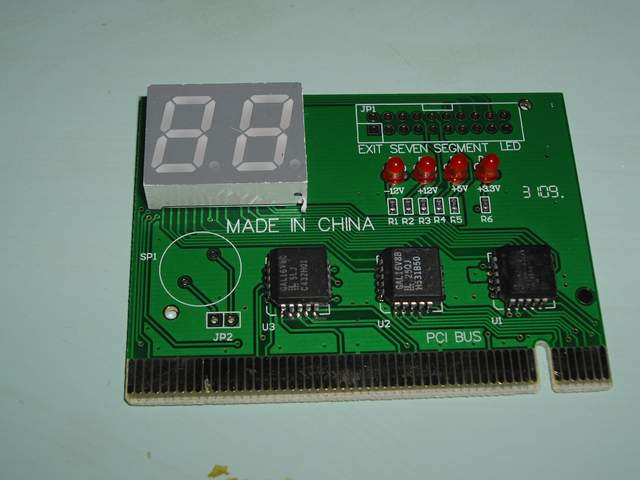
PCI匯流排BIOS POST卡

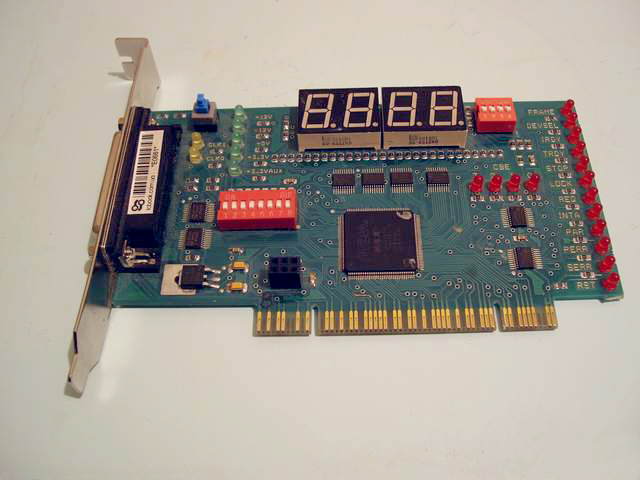
PCI匯流排的專業BIOS POST卡

開機自我檢測卡，又称诊断卡、自检卡、除錯卡，是一个用来报告電腦於加电自检程序所产生检测结果代码的工具。结合代码含义速查表，可以很快判断无法开机电脑的故障原因。这些卡可以显示系统产生的检测结果代码，也叫错误码。因此，操作系统需要能够正常工作的处理器和引导程序，以及正常工作的诊断卡接口，来将产生的错误码传递到诊断卡。诊断卡常用于无法使用屏幕的情况，这是因为此时的屏幕可能无法工作，而不能显示自检的结果；或者因为错误发生在图形输出加载之前，此时屏幕尚未启动。
使用诊断卡时，应当将其插入主板上正确的接口插槽。常用的插槽可能是ISA、LPC、PCI或者PCI Express。通常情况下，诊断卡将显示一个两位或者四位的十六进制数字，并在引导程序（如BIOS）POST时输出到诊断卡接口（如I/O端子）。诊断卡应当与引导程序的代码含义速查表配套使用。
除了诊断卡，也有一些主板会内置较小的显示器，帮助检测硬件问题。有时，主板会安装蜂鸣器，记录蜂鸣器的鸣叫间隔，查询速查表，也能指示自检错误的原因。

## 原理
在最小限度，如果POST卡所依赖的CPU、BIOS和I/O接口都工作正常，则可以使用POST卡来监控系统的开机自检(POST)，或诊断其问题。IBM PC计算机上引入的系统在启动期间将8位字节代码(通常显示为两个十六进制数字)发送到指定的I/O端口(通常是80个十六进制)，其中一些表示启动过程中的一个阶段，另一些表示错误。必须在特定BIOS的表中查找每个代码的描述。例如，对于1984年的IBM PC/AT，在即将确定1024K以上的存储器大小时发出代码1D，在8042键盘控制器故障的情况下发出代码2D，105系统错误。如果启动未成功完成，则有错误代码或上次执行的操作的代码可用。
即使在标准显示器不可用的情况下，POST卡也会提供信息，这可能是因为连接显示器不切实际，也可能是因为故障发生在视频子系统运行之前。